# MC3T3
MC3T3是源自小鼠顱頂的成骨細胞前體細胞系。目前已經分離出MC3T3細胞的許多衍生物，以選擇不同程度的成骨潛力，並且已被廣泛用作研究骨生物學的模型系統。有教科書將其子系MC3T3-E1細胞，稱為研究着顱骨成骨細胞轉錄控制的最方便系統之一。這是一種自發轉化的及永生化的細胞系，故而是非常方便的研究工具，但是在將這些結論外推到正常細胞或正常人類細胞時，應該要謹慎判斷 。

## 另見
- MC3T3-E1細胞

## 外部連結
- Cellosaurus entry for MC3T3 （页面存档备份，存于）
- Cellosaurus entry for MC3T3-E1 （页面存档备份，存于）